# William Slim
William Joseph Slim, 1r vescomte de Yarralumla i Bishopston, (6 d'agost de 1891 – 14 de desembre de 1970) va ser un comandant militar britànic i mariscal de camp. Va ser el 13è Governador General d'Austràlia. Lluità a la Primera i a la Segona Guerra Mundial, i va ser ferit en acció en tres ocasions
Segons la BBC «és descrit per molts com un excel·lent especialista en logística, imaginatiu en les tàctiques i conceptes operatius, i —cosa no gens comuna— molt popular entre les seves tropes».
Té els títols honorífics de Orde de la Lligacama (KG), Orde del Bany (GCB), Orde de Sant Miquel i Sant Jordi (GCMG), Reial Orde Victorià (GCVO), Orde de l'Imperi Britànic (GBE),  Orde del Servei Distingit (DSO) i Creu Militar (MC). A l'exèrcit era conegut pel nom de Bill Slim o uncle Slim i el seu nom William només apareix en documents oficials.

## Biografia

### Joventut
Slim va néixer a Bristol, fill de John i Charlotte Tucker en una família de classe mitjana-baixa. Va créixer a Birmingham. Son pare hi tenia un comerç a l'engròs de ferreteria. Després de la fallida de l'empresa familiar, el pare només es podia permetre pagar els estudis universitaris del germà gran de William. Així va haver d'abandonar els estudis, ensenyà a una escola elemental i treballà com a empleat a Steward & Lloyds, un fabricant de canonades, entre 1910 i 1914.

### Inici de la carrera militar
Es va inscriure al Curs d'Entrenament d'Oficials de la Universitat de Birmingham el 1912, i va rebre el despatx d'alferes al Regiment Royal Warwickshire a l'esclat de la I Guerra Mundial. A la darreria de la seva vida, de resultes dels seus orígens socials modestos i de les seves maneres sense pretensions, de vegades se suposava erròniament que havia escalat per tot l'escalafó. Va resultar greument ferit a Gal·lípoli el 1915. Quan va tornar a Anglaterra, va ser destinat al Regiment de les Índies Occidentals. A l'octubre de 1916 tornà al seu regiment a Mesopotàmia. Va ser ferit per segon cop el 1917 i rebé la Creu Militar. Evacuat a l'Índia, va ser transferit a l'Exèrcit Britànic de l'Índia el 1919. Va ser promogut al rang de capità i destinat al 1r Batalló del 6è de Fusellers Gurkha. El 1921 va esdevenir ajudant del batalló.
Es casà amb Aileen Robertson el 1926 (morta el 1993), amb qui va tenir un fill i una filla.
El 1926 va ser enviat a l'Acadèmia d'Estat Major Índia a Quetta. La seva actuació allà li portà el seu primer nomenament al Quarter General de l'Exèrcit de l'Índia a Delhi i, posteriorment, a l'Acadèmia d'Estat Major de Camberley a Anglaterra, on donà classes entre 1934 i 1937. El 1938 va ser promogut tinent coronel i se li concedí el comandament del 2n Batalló del 7è de Fusellers Gurkha. El 1939 va ser promogut brigadier i va esdevenir el cap de l'Escola d'Oficials Superiors de Belgaum a Índia.
Amb l'esclat de la II Guerra Mundial se li atorgà el comandament de la 10a Brigada de la 5a Divisió d'Infanteria Índia i enviat al Sudan. Va prendre part a la Campanya d'Àfrica Oriental per alliberar Etiòpia dels italians. Va tornar a ser ferit mentre que lluitava a Eritrea.
Slim s'uní a l'Estat Major del General Archibald Wavell al Comandament de l'Orient Mitjà. Amb rang de Major General, comandà forces britàniques a la Campanya d'Orient Mitjà, comandant la 10a Divisió d'Infanteria Índia com a part de la Força d'Iraq durant la Campanya de Síria i el Líban i la invasió de Pèrsia.

### Campanya de Birmània
Veure Campanya de Birmània
Al març de 1942 se li concedí el comandament del 1r Cos de Birmània, també conegut com a BurCorps (consistent en la Dissetena Divisió d'Infanteria (Índia) i la Primera Divisió Birmana), que era atacada pels japonesos. Clarament inferior numèricament, aviat es veié obligat a retirar-se fins a l'Índia. Llavors prengué el comandament el Quinzè Cos, a les ordres de l'Exèrcit Oriental. Sota el seu comandament estaven la costa entre Birmània i l'Índia, a l'est de Chittagong. Tingué una sèrie de disputes amb Noel Irwin, comandant de l'Exèrcit Oriental i, com a resultat, Irwin prengué el control personal de l'avanç del 15è Cos a la Península d'Arakan. Les operacions van acabar en un desastre, durant les quals Slim va ser restaurat al comandament del 15è Cos, si bé ja era massa tard per slavar la situació. Tant Irwin com Slim es culparen mútuament del resultat de l'operació, però finalment Irwin va ser retirat del seu comandament i Slim va ser promogut per comandar el que el 1943 va ser rebatejat 14è Exèrcit, format pel Quart Cos (Imphal), el Quinzè Cos (Arakan) i el Trenta-tresè Cos (reserva). Més tard s'hi va afegir el Trenta-quatrè Cos. Era un dels exèrcits més divers de la història, amb formacions africanes, índies, gurkhas i britàniques. Soldats de la Costa d'Or i Sierra Leone, Uganda i Kenya van treballar al costat dels de tota l'Índia indivisa i el Regne Unit. Durant els dos anys següents, es van entrenar incansablement per fer-ne una força de combat formidable, especialitzada en la guerra a la jungla.
Ben aviat es posà a treballar per entrenar al seu nou exèrcit perquè pogués enfrontar-se a l'enemic. Abans de tot, volia augmentar la mobilitat fora de carretera: va reemplaçar l'equipament pesat per equip que es podia transportar per mules o per via aèria, i va reduir el transport motoritzat i només va acceptar vehicles capaços d'avançar per la jungla, un dels pitjors terrenys de tot el món, i encara més durant la temporada del monsó.
La nova doctrina establia que, si els japonesos tallaven les línies de comunicació, ells també quedaven envoltats. Totes les unitats havien de formar «caixes defensives», que serien avituallades per aire. Les accions ofensives havien d'integrar de manera coordinada foc aeri, foc terrestre i protecció blindada. Les «caixes» van ser dissenyades com una resposta efectiva a les tàctiques d'infiltració practicades pels japonesos durant la guerra. En la reconstrucció de patrulles ofensives va ensenyar als soldats a perdre la por a la jungla i a allunyar la creença que els japonesos eren millors lluitadors a la jungla. Probablement, el que més va aportar va ser parlar amb els soldats i recuperar-los la moral.
El gener de 1944, quan la Segona Ofensiva d'Arakan va rebre un contraatac japonès, la Setena Divisió d'Infanteria Índia rabent va quedar envoltada amb parts de la Cinquena Divisió d'Infanteria Índia i de la Vuitanta-unena Divisió de l'Àfrica Occidental. La defensa de la Setena Divisió Índia tingué lloc majorment a la zona anomenada Admin Box, argot militar per a la «zona administrativa» de la 7a Divisió de l'Exèrcit Indi. Va ser formada inicialment per conductors, cuiners, gent de plana major, etc. Van rebre subministrament per aire, el que va anul·lar el fet que havien perdut les línies de subministrament terrestres. Les forces japoneses van derrotar l'ofensiva a l'Arakan, però no van poder derrotar de manera decisiva les forces aliades o d'avançar entre les formacions envoltades. Com que la Segona Ofensiva d'Arakan va fracassar, això demostrava que la tàctica era efectiva contra els japonesos.
El 8 de març de 1944, els japonesos van llançar una ofensiva per envair l'Índia des d'Imphal. Slim portà per via aèria dues divisions senceres veteranes (la Cinquena i la Setena Índies) cap a l'Arakan. En llocs com Imphal, Sangshak i Kohima tingueren lloc accions defensives desesperades, mentre que la RAF i les USAAF subministraven des de l'aire les tropes. Mentre que els japonesos podien avançar i encerclar les posicions del Catorzè Exèrcit, no els van poder derrotar ni van poder trencar les seves línies a la frontera índia. L'avanç japonès quedà encallat; però van refusar abandonar, i fins i tot van tornar a l'ofensiva després que comencés el monsó i grans parts del seu exèrcit van quedar massa afeblides per a executar operacions en unes condicions impossibles. Com a resultat, les unitats japonesos van patir moltes baixes i es van veure forçades a retirar-se en un desordre total. Més de vuit mil militars de la Commonwealth van resultar ferits, morts o desapareguts, però dels 85.000 soldats japonesos que havien creuat el riu Chindwin, menys d'un terç van tornar. Van construir un pont Bailey, més llarg del món en aquells moments, els elements van ser transportats per mula o per aire.
El 1945, Slim llançà una ofensiva a Birmània, amb línies de subministrament estenent-se a través de centenars de quilòmetres a través de la jungla. Encara els mateixos problemes que havien patit els japonesos en llur ofensiva fallida de 1944 en sentit contrari. Va fer del subministrament dels seus exèrcits el punt central del pla de campanya. El riu Irauadi va ser travessat en una operació tan agosarada com complicada i van poder capturar les ciutats de Meiktila i Mandalay. Els Aliats havien assolit les planícies centrals birmanes, atacant forces aïllades i mantenint la iniciativa en tot moment, tot plegat amb una estreta cooperació amb l'aviació, amb continus aprovisionaments i suport aeri per les unitats de la RAF com per les de la USAAF.
En combinació amb aquests atacs, la Força 146 va fomentar un alçament per tot el país i va incitar els birmans en contra dels japonesos: a més d'haver de lluitar contra l'avanç aliat des del sud, els japonesos patien durs atacs des de la rereguarda. Cap al final de la campanya, l'exèrcit es dirigí cap al sud per capturar Rangoon abans de la temporada del monsó. Es considerava necessari capturar el port per la longitud de les línies d'aprovisionament des de l'Índia i perquè era impossible subministrar, ni per via aèria o terrestre durant el monsó. Rangoon va ser capturada per un atac combinat terrestre (l'exèrcit de Slim), aeri (operacions paracaigudistes al sud de la ciutat) i una invasió marítima. També assistí la Lliga Anti-feixista d'Alliberament del Poble, dirigida per Thakin Soe, amb Aung San, el futur Primer Ministre de Birmània i pare d'Aung San Suu Kyi, com un dels seus comandants militars.

### Després de la Segona Guerra Mundial

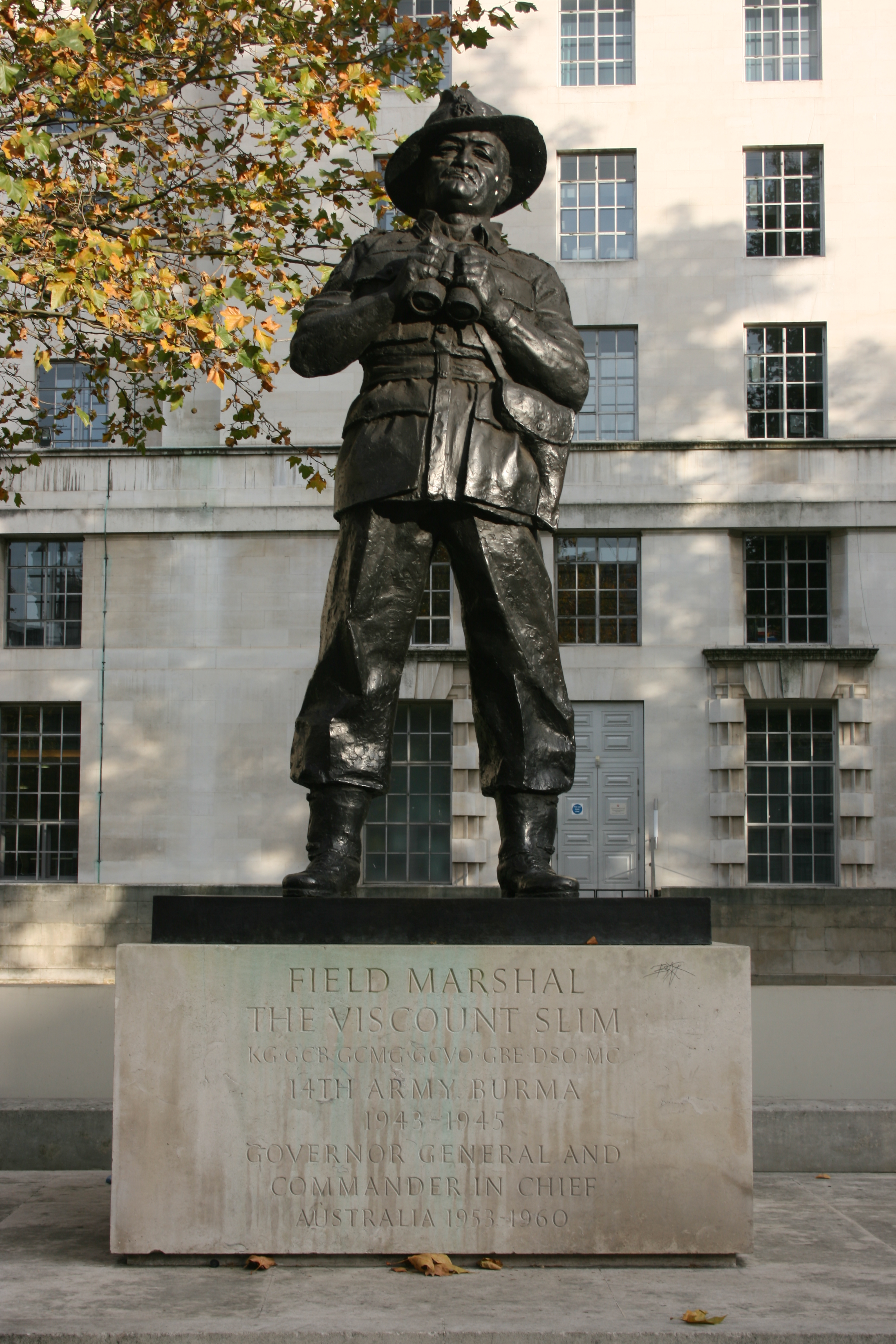
Estàtua del Mariscal Slim a Whitehall

Després de la guerra Slim va ser nomenat comandant de les Forces Terrestres Aliades al Sud-est Asiàtic. El 1948 retornà a Anglaterra, a on va ser cap de l'Acadèmia Imperial de Defensa i després Cap de l'Estat Major Imperial General, i així va ser el primer oficial de l'exèrcit de l'Índia en aquest càrrec. El 1953 va ser nomenat Mariscal de Camp i acceptà el càrrec de Governador General d'Austràlia, sense retirar-se de l'exèrcit.
Slim va ser una tria popular, car era un autèntic heroi de guerra que havia lluitat amb els australians a Gal·lípoli i a l'Orient Mitjà. El 1954 va rebre la Reina Elisabet II en la primera visita a Austràlia d'un monarca regnant. Els deures de Slim com a Governador General eren només cerimonials i no hi va haver controvèrsies durant el seu mandat. El líder liberal Robert Menzies va ser el cap de govern durant aquell període. El 1959 Slim es va jubilar i tornà a Gran Bretanya.
Va publicar les seves memòries, el 1956 Defeat into Victory (‘De derrota cap a la victòria')  i el 1959 Unoficial History (‘Història oficiosa’).
El 1960 va ser creat 1r Vescomte Slim de Yarralumla i Bishopston. Després d'una bona carrera a diverses grans companyies de la Gran Bretanya va ser nomenat Comptable i Governador del Castell de Windsor. Va morir a Londres el 14 de desembre de 1970.
Se li atorgà un funeral militar a la Capella de Sant Jordi de Windsor, i va ser incinerat.

## Reconeixement
S'instal·là una placa a la cripta de la Catedral de Sant Pau de Londres. S'erigí una estàtua seva a Whitehall el 1990.
Va ser condecorat amb Creu Militar el 1916, l'Orde del Servei Distingit el 1941, Company de l'Imperi Britànic (GBE)el 1942, Orde de l'Imperi Britànic (GBE) el 1946, Gran Creu del Bany el 1950, Gran Creu de Sant Miquel i Sant Jordi el 1952 i Gran Creu del Reial Orde Victorià el 1954. Va ser fet cavaller al camp de batalla d'Imphal (KCB), el 1944, i nomenat Cavaller de la Lligacama i Vescomte el 1960.
La carretera William Slim Drive, al districte de Belconnen de la ciutat de Canberra portava el seu nom. El 2019, va ser reanomenat Gundaroo Drive, quan va palesar que Slim va abusar sexualment de nois a la Fairbridge Farm School de Nova Gal·les del Sud durant la dècada dels anys 1950.

## Carrera
- Tinent de 2a - 22/08/1914
- Tinent - 24/06/1916 […]
- Coronel - 08/06/1939
- Brigadier - 08/06/1939
- Major General - 16/11/1943
- Tinent General - 03/04/1944
- General - 01/07/1945
- Mariscal de Camp - 04/01/1949

## Condecoracions
Cavaller de l'orde de la Lligacama - 24 d'abril de 1959
 Gran Creu de Cavaller de l'orde del Bany - 2 de gener de 1950 
Comandant de l'orde del Bany - 28 de setembre de 1944
Company de l'orde del Bany - 1944
 Gran Creu de Cavaller de l'orde de Sant Miquel i Sant Jordi - 10 de desembre de 1952
 Gran Creu de Cavaller del Reial Orde Victorià - 16 de febrer de 1954
 Gran Creu de l'orde de l'Imperi Britànic - 1 de gener de 1946
Comandant de l'orde de l'Imperi Britànic - 28 d'octubre de 1942
 Cavaller de l'orde de Sant Joan - 2 de gener de 1953
 Company de l'orde del Servei Distingit - 14 de gener de 1943
 Creu Militar - 7 de febrer de 1918
 Estrella de 1914-15
 Medalla Britànica de la Guerra 1914-20
 Medalla de la Victòria 1914-1918
 Estrella de 1939-45
 Estrella d'Àfrica
 Estrella de Birmània
 Medalla de la Guerra 1939-1945 amb dues Mencions als Despatxos (1941)
 Cap Comandant de la Legió del Mèrit (Estats Units)